# 47-мм мобильная противотанковая пушка Тип 1
47-мм мобильная противотанковая пушка Тип 1 (яп. 一式機動四十七粍速射砲) — японская противотанковая пушка периода Второй мировой войны. Была создана в 1937—1941 годах для замены устаревшей 37-мм пушки Тип 94 и принята на вооружение в 1942 году. В том же году началось серийное производство Тип 1, продолжавшееся вплоть до конца войны, всего было выпущено около 2300 орудий этого типа.
Массовое применение орудия на фронте началось лишь в 1944 году и показало, что его возможности уже недостаточны для поражения современных средних танков, таких как M4 («Шерман»), однако замена Тип 1 в серийное производство так и не поступила и пушка до конца войны оставалась наиболее эффективным противотанковым средством японской армии.
Вместе с противотанковым орудием был создан и его танковый вариант — 47-мм танковая пушка Тип 1 (яп. 一式四十七粍戦車砲), составившая основное вооружение новых средних танков. В ходе серийного производства, продолжавшегося с 1942 по 1945 год, было выпущено не менее 1160 пушек этого типа. Хотя в роли танкового орудия Тип 1 была заменена впоследствии более эффективными орудиями, их выпуск ограничился малой серией и до конца войны 47-мм пушка оставалась основным японским танковым орудием.

## История создания и производства

### Предпосылки к созданию

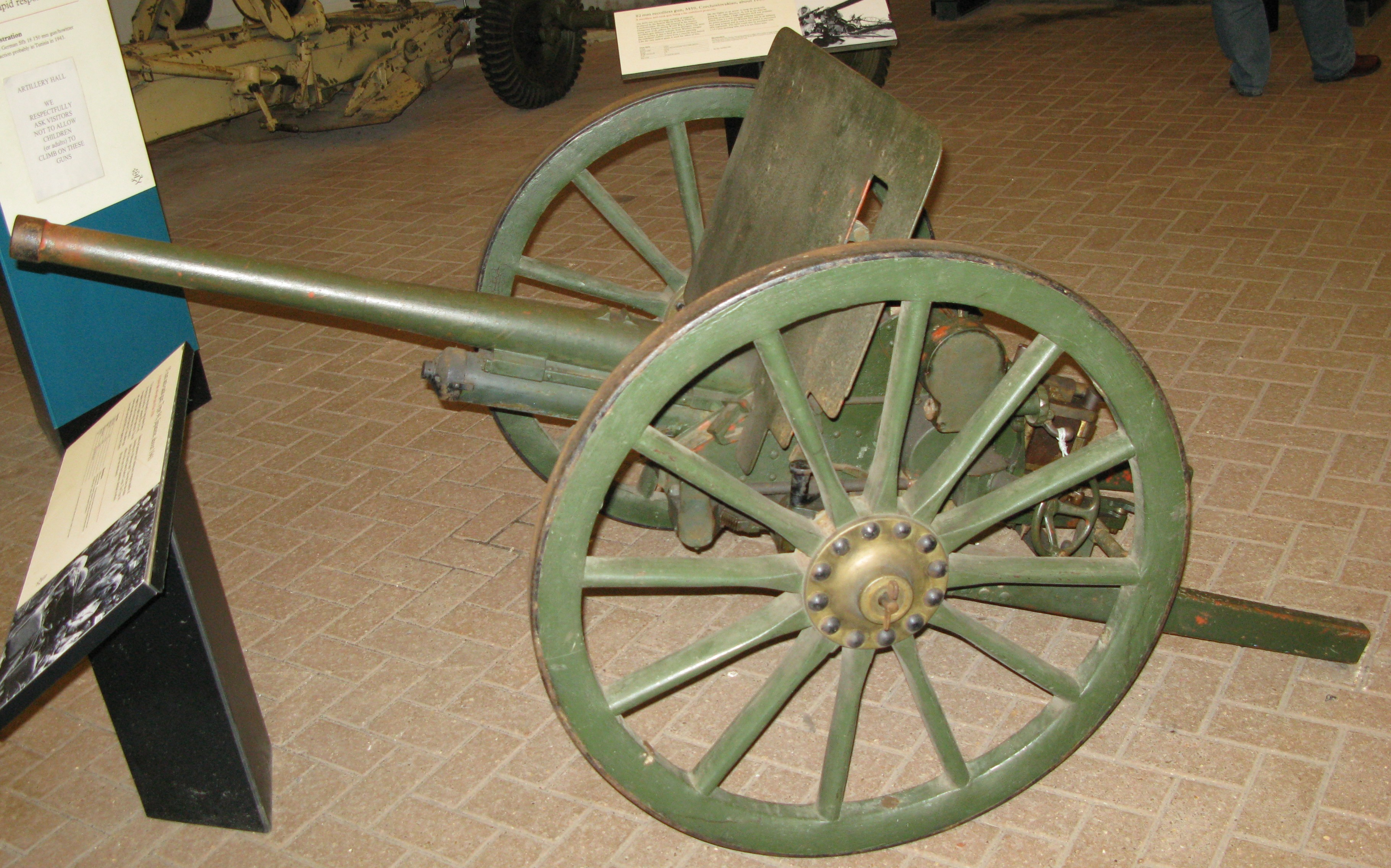
37-мм пушка Тип 94

Стандартным противотанковым орудием Императорской армии Японии к началу Второй мировой войны являлась 37-мм пушка Тип 94, принятая на вооружение в 1934 году. Тип 94 выполняла двойную роль — противотанкового и лёгкого пехотного орудия, и по сравнению с современниками, обладала невысокими баллистическими качествами: уже Японо-китайская война показала, что это орудие, бронебойный снаряд которого пробивал лишь 25 мм брони на дистанции в 800 метров, не отвечает современным требованиям. Не лучшей была и ситуация с танковыми орудиями. 37-мм пушка Тип 94 имела баллистику ещё более слабую, чем противотанковая, а более новые Тип 98 и Тип 100 лишь сравнялись с ней по баллистике. 57-мм короткоствольная пушка Тип 97, хотя и имела эффективный по сравнению с современниками осколочно-фугасный снаряд, по дульной энергии уступала даже 37-мм противотанковой пушке.
Тем не менее, противотанковая оборона, в силу стратегического положения, в межвоенные годы не считалась приоритетным направлением для японской армии, и существенных мер для исправления этого положения предпринято не было. Хотя Японией была закуплена лицензия на производство германской противотанковой пушки PaK.35/36, принятой на вооружение под обозначением Тип 97 и имевшей несколько лучшее бронепробитие, выпуск этих орудий оказался незначительным.

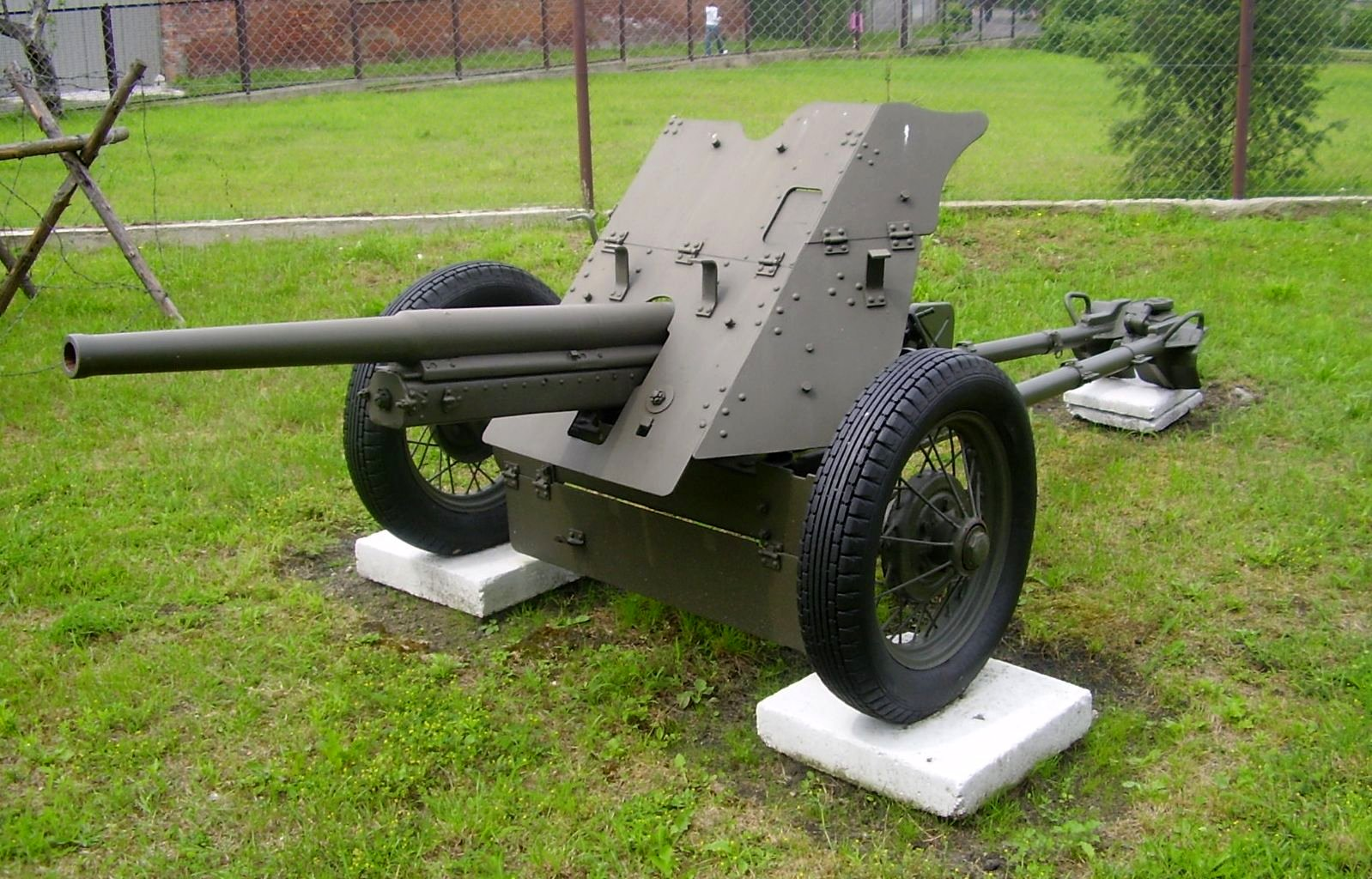
Советская 45-мм пушка обр. 1937 г.

Серьёзным потрясением для японской армии стали бои на Халхин-Голе против РККА в 1939 году, где ей впервые за последние десятилетия пришлось столкнуться с войсками, оснащёнными современным вооружением в значительных количествах. В этой кампании 37-мм противотанковое орудие показало себя эффективным против имевших лишь противопульное бронирование советских танков, таких как Т-26 и БТ-7, но трофейные советские 45-мм противотанковые орудия имели лучшую баллистику — превосходя японское орудие по дульной энергии более чем вдвое — и получили превосходные оценки в докладах из войск. Более серьёзной оказалась ситуация с танковыми орудиями: хотя 37-мм и 57-мм пушки на малых дистанциях могли подбить советские танки, те, пользуясь лучшей баллистикой 45-мм танковой пушки, расстреливали японские с превосходящих дистанций; в результате японские танковые войска понесли тяжёлые потери, не добившись существенных результатов. После боёв на Халхин-Голе, японской армией была на основе Тип 94 создана 37-мм противотанковая пушка Тип 1 и её танковый вариант, имевшие существенно лучшую бронепробиваемость, однако это орудие оказались лишь частичным решением проблемы.

### Разработка 47-мм противотанкового и танкового орудий
Ещё в июле 1937 года японской армией была начата разработка нового противотанкового орудия, получившего обозначение «Опытная 47-мм противотанковая пушка Тип 97» (яп. 試製九七式四十七粍速射砲). При боевой массе в 567 кг, орудие имело ствол длиной 2515 мм / 53,5 калибра, сообщавший бронебойному снаряду начальную скорость в 730 м/с. Прототип Тип 97 был завершён в марте 1938 года и в октябре прошёл испытания возкой и перемещением силами расчёта, а в ноябре — испытания стрельбой и ряд других. Первоначальный вариант орудия, рассчитанный на транспортировку конной тягой, уже не соответствовал современным требованиям к подвижности и в марте 1939 года прототип был снабжён подвеской и колёсами с шинами вместо цельнометаллических, чтобы обеспечить буксировку механической тягой, и в таком виде прошёл в октябре испытания возкой. Параллельно с этим разворачивалась и программа по перевооружению японских танков. С началом работ по 47-мм буксируемому орудию, была инициирована также разработка его танкового варианта. Помимо этого, в качестве альтернативного варианта разрабатывалась специальная 57-мм длинноствольная танковая пушка с высокой баллистикой, а также прорабатывалась 75-мм короткоствольная пушка с низкой начальной скоростью снаряда.
Непосредственным следствием боёв на Халхин-Голе стала инициация армией в сентябре 1939 года разработки нового 47-мм противотанкового орудия, создававшегося специально как ответ на советскую 45-мм пушку; хотя в этой кампании эффективной показала себя даже 37-мм пушка, армией было сочтено, что борьба с перспективными танками может потребовать более мощных орудий. Как и большинство японских артиллерийских систем, 47-мм пушка создавалась Осакским арсеналом. Новое орудие создавалось на основе Тип 97, но в отличие от него, изначально проектировалось под буксировку механической тягой. Прототип, получивший обозначение «Опытная 47-мм мобильная противотанковая пушка Тип 1» (яп. 試製一式機動四十七粍速射砲), был завершён в июле 1941 года и поступил на испытания, по результатам которых в мае 1942 года орудие было принято на вооружение японской армии под обозначением «47-мм мобильная противотанковая пушка Тип 1» (яп. 一式機動四十七粍速射砲).
Тип 1 разрабатывалось одновременно как в противотанковом, так и в танковом вариантах: по итогам боёв на Халхин-Голе, японской армией была начата программа по созданию нового среднего танка, который должен был стать сравним с советским БТ-7 или превосходить его — будущего Тип 1 «Чи-Хе» — и центральной частью программы стала новая 47-мм пушка. В декабре 1939 года был завершён предварительный проект орудия, и после дальнейшей проработки и переделок в течение 1940 года, к сентябрю прототип пушки был завершён и установлен в танке для испытаний, продолжавшихся до начала 1941 года. Испытывавшаяся параллельно 57-мм пушка показала очевидное превосходство над 47-мм, как в бронепробиваемости, так и в могуществе осколочного снаряда; тем не менее, в конечном итоге было решено в целях экономии принять на вооружение 47-мм пушку, унифицированную с готовящимся к принятию на вооружение противотанковым орудием. По результатам испытаний, в августе того же года был составлен отчёт для принятия на вооружение, и в апреле 1942 года орудие было принято на вооружение японской армии под обозначением 47-мм танковая пушка Тип 1 (яп. 一式四十七粍戦車砲).

### Серийное производство
Производство орудия, как и проектирование, велось Осакским арсеналом: серийный выпуск противотанкового орудия начался в апреле 1942 года и продолжался вплоть до конца войны, всего было выпущено около 2300 орудий этого типа. Параллельно с этим в начале года было развёрнуто производство танкового орудия, однако до апреля 1943 года выпуск новых орудий отставал от выпуска танков, часть которых в течение 1942 года продолжала получать устаревшие 57-мм пушки. Число выпущенных танковых орудий установить ещё сложнее, чем противотанковых, однако число выпущенных танков, вооружённых ими, указывает на выпуск по меньшей мере приблизительно 1160 орудий.

## Конструкция противотанкового орудия

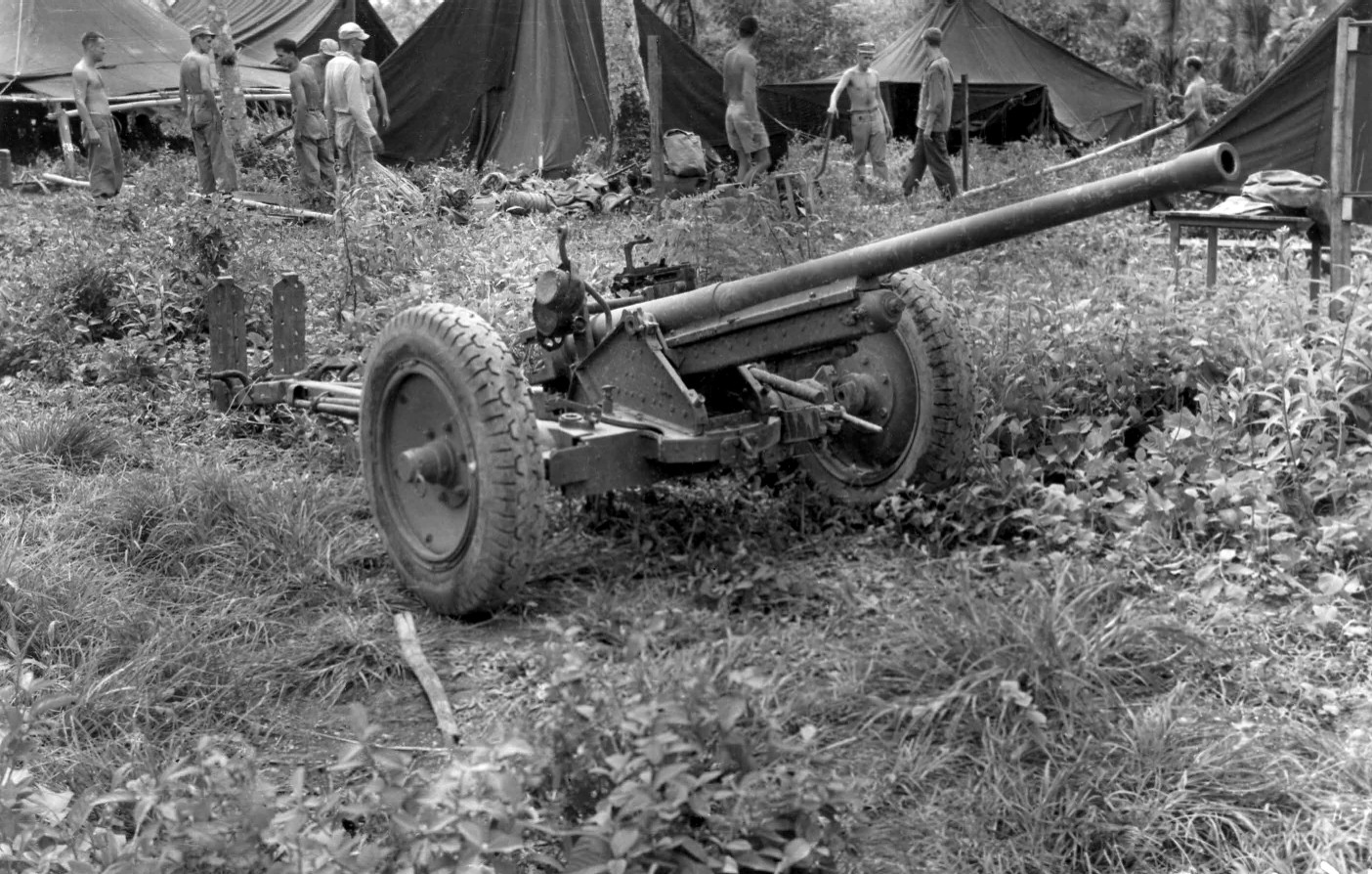
Тип 1 со снятым бронещитом, захваченное войсками США на Гуаме

### Ствол, противооткатные и прицельные устройства
Тип 1 имела скреплённый ствол, с характерным для японских орудий массивным дульным утолщением, состоящий из свободной трубы и кожуха с закреплённым на нём казёнником. Общая длина ствола составляла 2527 мм / 53,77 калибра, в том числе нарезной части, с 16 нарезами глубиной 0,5 мм — 2116 мм / 45,02 калибра, и патронника — 282 мм / 6 калибров. Затвор — горизонтальный клиновой, с полуавтоматикой механического (копирного) типа, обеспечивавшей автоматическое открывание и закрывание затвора и выбрасывание гильзы. Курковый спусковой механизм орудия взводился при накате и мог активироваться как расположенным на маховике подъёмного механизма кнопочным спуском, так и боевым шнуром.
Ствол орудия соединялся с находившейся под ним корытообразной люлькой, в которой размещались противооткатные устройства, состоявшие из гидравлического тормоза отката с цилиндром, заполненным водно-глицериновой смесью и пружинного накатника с тремя цилиндрическими пружинами.
Прицельные приспособления орудия состояли из телескопического оптического прицела с увеличением 7× и полем зрения 14°. Для расчёта угла возвышения орудия использовался размещённый на правой стороне орудия дистанционный барабан с тремя шкалами: левая и правая устанавливали дистанцию в сотнях метров для бронебойных и осколочных снарядов, соответственно, тогда как третья размечалась в тысячных, в которых градуировалась сетка прицела. Вместо оптического мог также устанавливаться простой механический прицел открытого типа.

### Лафет

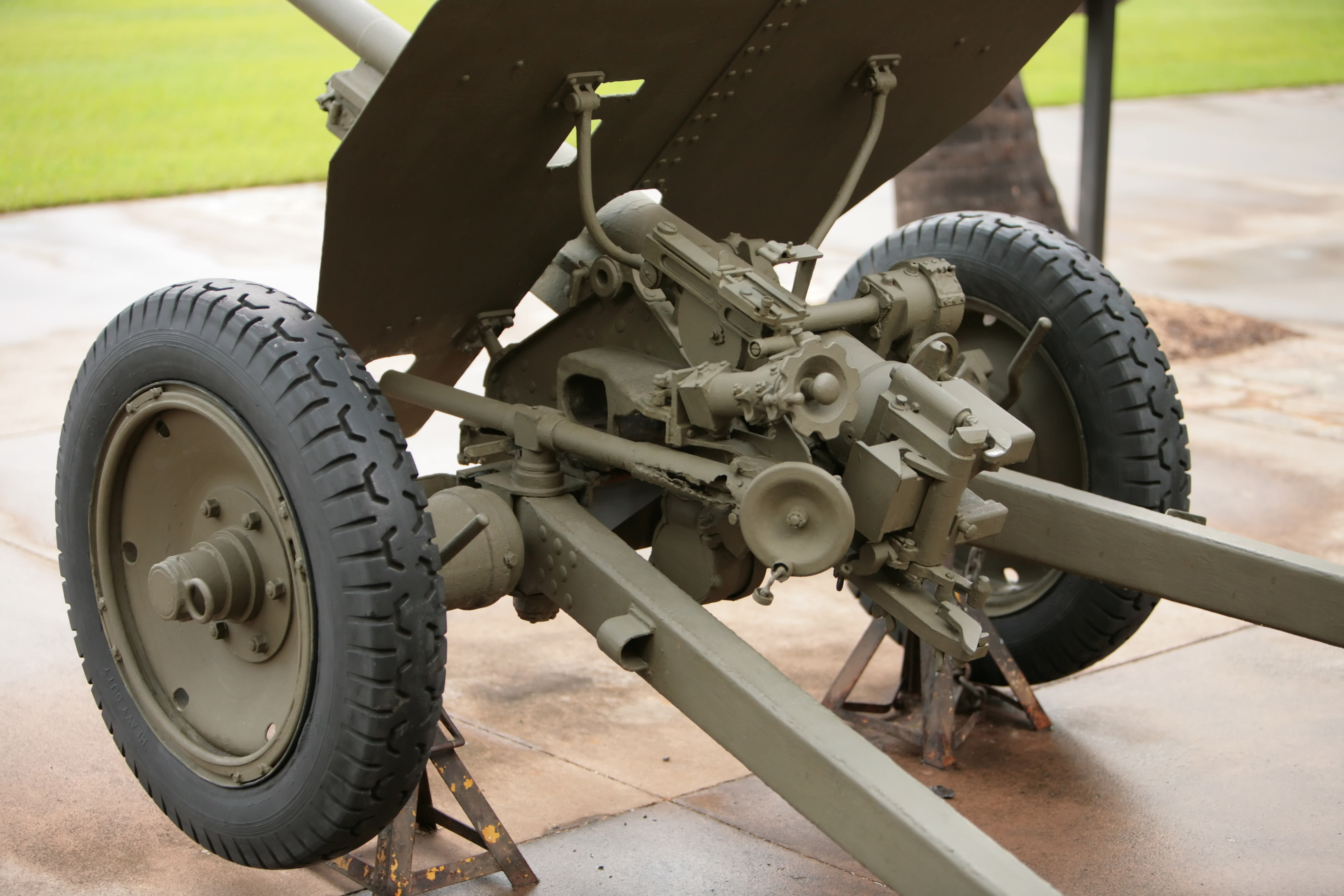
Противотанковая пушка Тип 1

Люлька орудия размещалась в цапфах на верхнем станке, на котором крепились также механизмы наведения и верхняя часть щитового прикрытия. Верхний станок представлял собой стальную конструкцию сложной формы, соединённую с нижним станком боевым штырём, обеспечивавшим наведение орудия в горизонтальной плоскости. Щитовое прикрытие, изготавливавшееся из 4-мм броневой стали, состояло из трапецевидного щита с амбразурой для прицела, крепившегося четырьмя кронштейнами к верхнему станку, и нижнего щита, крепившегося к нижнему станку.
Подъёмный механизм орудия — секторного типа, состоявший из двух конических и червячных передач, через которые маховики соединялись с валом с шестернёй, приводившим закреплённый на люльке сектор. Вертикальное наведение орудия контролировалось двумя маховиками: при помощи малого, размещённого с левой стороны орудия и соединённого с оптическим прицелом и стволом, наводчик мог наводить орудие в одиночку, в то время как большой, размещённый с правой стороны и соединённый со стволом и дистанционными барабанами, использовался для установки дальности. Поворотный механизм располагался с левой стороны орудия и также управлялся наводчиком.
Нижний станок орудия представлял собой коробчатую стальную конструкцию, в которой размещалась разрезная боевая ось с подрессориванием и к которой крепились коробчатые раздвижные станины, на которых располагались сварные сошники. Тип 1 имело независимую подвеску колёс, блокировавшуюся при ведении стрельбы, с амортизирующими элементами, размещёнными в цилиндрических кожухах на концах боевой оси. Колёса орудия — дисковые, с восьмислойными шинами шириной 76 мм и высотой 127 мм, заполненными губчатой резиной.

### Боеприпасы и баллистика
Выстрелы пушки Тип 1 комплектовались в виде унитарного патрона. В латунной или стальной гильзе, длиной 283 мм и диаметром 72 мм по закраине, размещался заряд пороха массой 398 г и воспламенитель. Как противотанковое, так и танковое орудия использовали одинаковый ассортимент выстрелов — с принятыми на вооружение вместе с орудием калиберным бронебойным и осколочным (осколочно-фугасным) снарядами. К орудию был также создан бронебойный подкалиберный снаряд с сердечником из карбида вольфрама, на испытаниях пробивавший 80 мм гомогенной брони I класса по сравнению с 65 мм у стандартного калиберного снаряда, но серийно он не производился.
| Боеприпасы пушки Тип 1                          |               |                    |                    |                   |                                  |                         |                       |                        |
| Тип снаряда                                     | Марка снаряда | Длина выстрела, мм | Масса выстрела, кг | Масса снаряда, кг | Снаряжение, г                    | Марка взрывателя        | Дульная скорость, м/с | Табличная дальность, м |
| Бронебойный каморный остроголовый, трассирующий | 一式徹甲弾    | 398                | 2,75; 2,77         | 1,38; 1,53; 1,59  | 18 (гексоген)                    | Mk.2 Мод.1 малый        | 823                   | н/д                    |
| Осколочная граната                              | 一式榴弾      | 389                | 2,44; 2,45         | 1,15; 1,40        | 87 (пикриновая кислота + тротил) | Тип 88 (пушечного типа) | 834                   | 7700                   |

| Таблица бронепробиваемости для Тип 1, мм |     |     |      |      |
| Тип брони и угол встречи / дальность, м | 200 | 500 | 1000 | 2000 |
| Класс I (гомогенная броня, 90°) | 65  | 65  | 50   | 45   |
| Класс II (поверхностно закалённая броня, 90°) | 50  | 40  | 30   | 20   |
| Приведённые данные относятся к японской методике расчёта пробивной способности. Следует учитывать, что в разное время и в разных странах использовались различные методики определения бронепробиваемости. Как следствие, прямое сравнение с аналогичными данными других орудий часто оказывается невозможным. Кроме того, показатели бронепробиваемости могут заметно различаться при использовании различных партий снарядов и различной по технологии изготовления брони. |     |     |      |      |

| Таблица бронепробиваемости для Тип 1, мм                                                             |     |               |        |     |     |            |      |
| Угол встречи / дальность, м                                                                          | 229 | 457           | 500    | 686 | 914 | 1000       | 1371 |
| 90°                                                                                                  | 76  | 70; 67—75; 69 | 68; 64 | 62  | 51  | 41; 52; 35 | 41   |
| 60°                                                                                                  | 57  | 51; 53—60     | н/д    | 43  | 36  | н/д        | 30   |
| Сводные данные по бронепробиваемости из различных источников, с использованием методик разных стран. |     |               |        |     |     |            |      |

| Срединные отклонения при стрельбе из Тип 1, см |     |     |      |      |
| Отклонение / Дальность, м                      | 300 | 500 | 1000 | 2000 |
| По высоте                                      | 14  | 20  | 38   | 88   |
| Боковое                                        | 16  | 23  | 44   | 96   |

## Танковые и самоходные варианты Тип 1

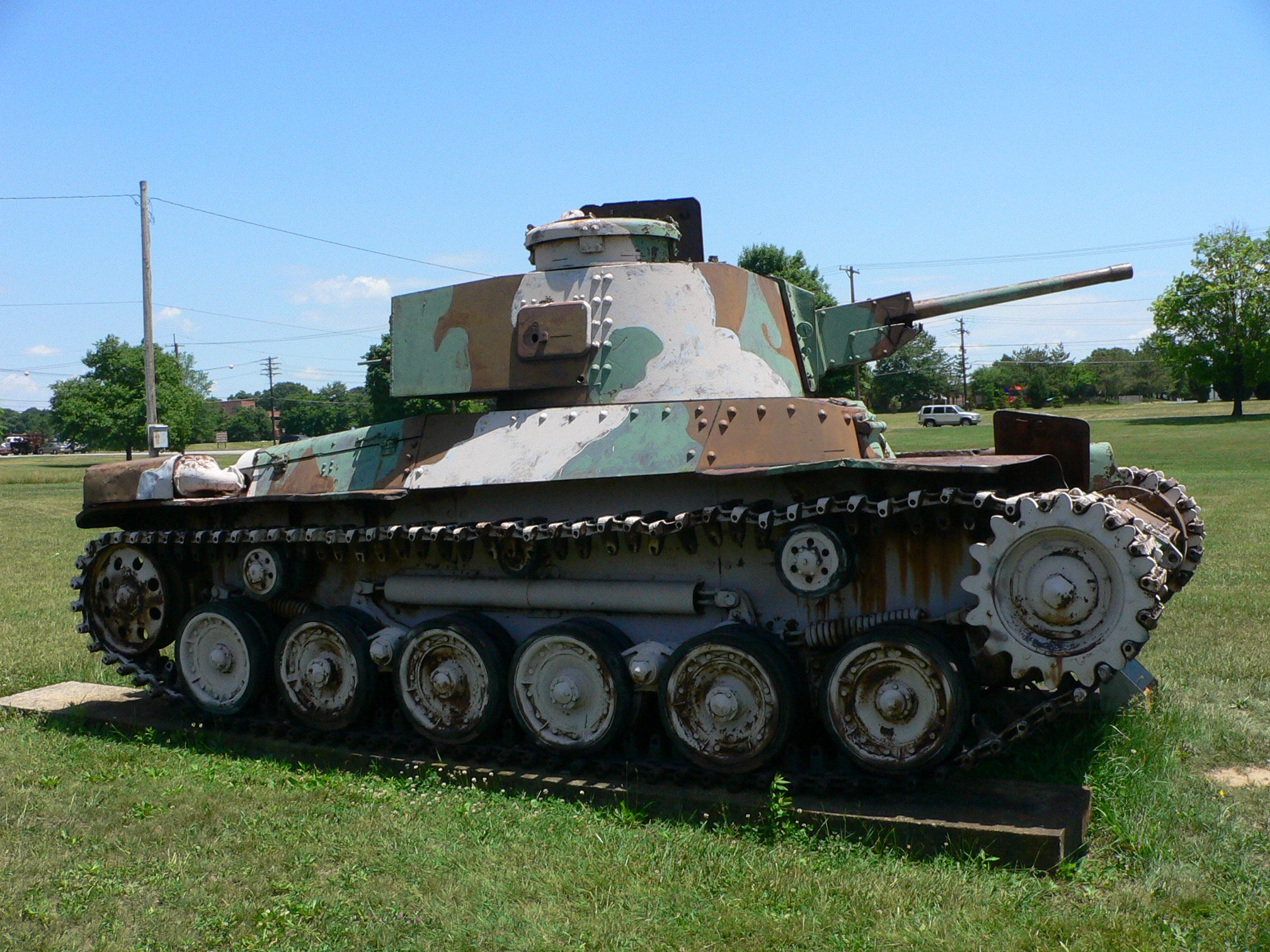
Средний танк Тип 97-кай «Шинхото Чи-Ха» с 47-мм пушкой

Танковая пушка Тип 1 конструктивно была схожа с противотанковым орудием, однако отличалась перекомпонованными противооткатными устройствами и заменой горизонтального клинового затвора на вертикальный, а также уменьшенной до 2250 мм / 47,87 калибров длиной ствола. Полная длина орудия составляла 2930 мм, масса — 406 кг, в том числе ствола — 164 кг, затвора — 15,7 кг и люльки в сборе — 166 кг. Несмотря на укороченный ствол, баллистика орудия существенно не изменилась, и принималась за идентичную противотанковому варианту.
Ранним вариантом орудия вооружался опытный средний танк Тип 98 «Чи-Хо», не принятый на вооружение. Серийная пушка первоначально предназначалась в первую очередь для вооружения среднего танка Тип 1 «Чи-Хе», принятого на вооружение в 1941 году. Однако со вступлением Японии в войну на Тихом океане и снижением приоритета танкостроения в распределении промышленных ресурсов, программа выпуска «Чи-Хе» была пересмотрена в пользу продолжения производства старых типов танков. В результате, серийное производство «Чи-Хе» началось не ранее 1943 года и ограничилось 170 выпущенными машинами.
Вместо этого, ввиду острой необходимости в усилении вооружения танков, была создана новая увеличенная башня с 47-мм пушкой, для установки на находившийся в производстве средний танк Тип 97 «Чи-Ха»; модернизированный танк был принят на вооружение под обозначением Тип 97-кай, также известный как «Шинхото Чи-Ха» и поступил в производство в начале 1942 года. Точное число выпущенных танков этого типа из сохранившихся документов установить невозможно, однако по приблизительной оценке, было выпущено приблизительно 860 новых Тип 97-кай и ещё около 115 танков были переоборудованы из старых «Чи-Ха».
Третьей серийной машиной, вооружённой 47-мм пушкой Тип 1, стал плавающий танк Тип 3 «Ка-Чи», выпущенный серией из, по разным данным, 12 или 19 машин. Помимо этого, Тип 1 послужила вооружением для ряда опытных машин, не продвинувшихся дальше проектов или прототипов:
- Лёгкий танк Тип 5 «Ке-Хо»[54];
- Плавающий танк Тип 5 «То-Ку»[55];
- Противотанковая САУ Тип 5 «Хо-Ру» на шасси лёгкого танка Тип 95 «Ха-Го»[56];
- Противотанковая САУ на базе малого танка Тип 94 ТК, в которой орудие устанавливалось в полуоткрытой рубке в кормовой части и было направлено назад[56];

## Организационно-штатная структура

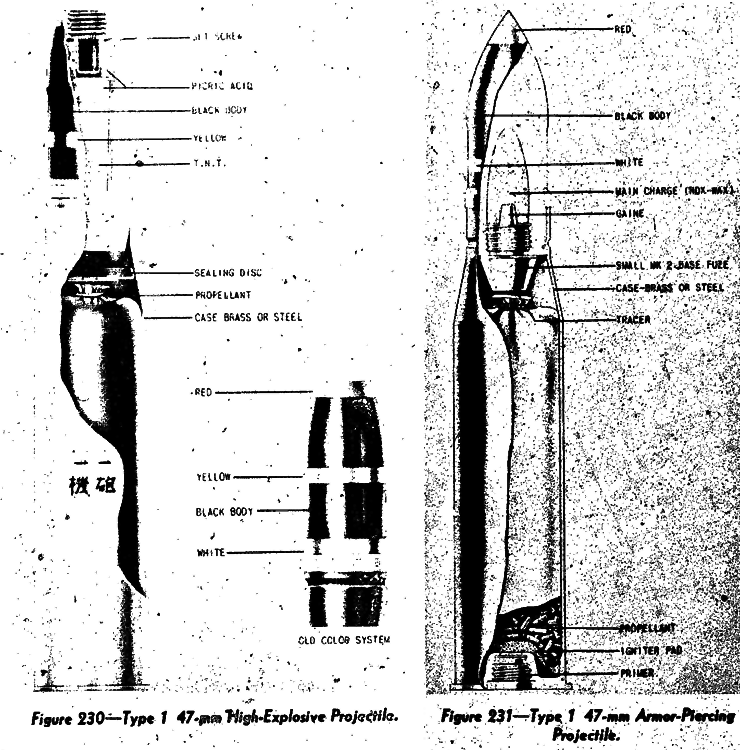
Выстрелы 47-мм пушки: осколочный (слева) и бронебойный (справа)

Большая часть Тип 1 поступала в отдельные противотанковые роты или батальоны. Отдельные роты и батальоны придавались дивизиям по мере необходимости; одна дивизия могла получать до трёх батальонов. Отдельный противотанковый батальон (яп. 独立速射砲大隊) имел на вооружении 18 противотанковых орудий и насчитывал 18 офицеров и 458 нижних чинов личного состава. В состав батальона входили:
- Штаб батальона, с отделением связи;
- Три противотанковые роты в составе:
  - Штаб роты;
  - Три противотанковых взвода, состоявших из штаба взвода и двух отделений по орудию с расчётом в каждом;
  - Взвод боепитания;
- Служба боепитания батальона;

Отдельные противотанковые роты (яп. 独立速射砲中隊) включали три или четыре взвода по два орудия в каждом и насчитывали, соответственно, 180 или 250 человек личного состава. Существовали как роты и батальоны на конной тяге, так и механизированные, имевшие на вооружении тракторы и лёгкие грузовые автомобили.
Другим приоритетным получателем новых орудий являлись танковые дивизии, по штату включавшие моторизованный противотанковый батальон, насчитывавший 18 противотанковых орудий, 444 человека личного состава, 45 гусеничных и 87 колёсных машин, и включавший:
- Штаб батальона;
- Три трёхвзводных противотанковых роты по шесть орудий;
- Рота технического обеспечения;

Кроме того, восемнадцать 47-мм противотанковых орудий имел мотострелковый полк дивизии — по два в каждой из трёх рот в трёх батальонах.
Наиболее многочисленными противотанковыми подразделениями Императорской армии Японии были противотанковые роты полков пехотных дивизий — стандартов «A» и «B», оккупационные дивизии стандарта «C» противотанковых подразделений не имели вовсе — однако вследствие меньшего приоритета на перевооружение, значительная часть полковых рот даже к концу войны сохраняла старые 37-мм орудия. Противотанковая рота, согласно штатному расписанию, имела на вооружении 6 противотанковых орудий и насчитывала 3 офицера и 111 нижних чинов человека личного состава, имея в своём составе:
- Штаб роты;
- Три противотанковых взвода по два орудия в каждом;
- Взвод боепитания;

По мере необходимости, взводы и даже отдельные орудия придавались стрелковым батальонам и ротам. В некоторых частях, имевших низкий приоритет, полки получали лишь по два противотанковых орудия, поступавших на вооружение артиллерийской роты полка.
Японская армия имела противотанковые подразделения и в составе ряда других частей, но их приоритет на перевооружение был столь же низким — так, даже в танковых дивизиях разведывательные роты получали лишь старые 37-мм орудия. По одной противотанковой роте с четырьмя 47-мм орудиями имели 1-й и 2-й планёрно-десантные полка, но данные по перевооружению других частей более скудны. Мотострелковые роты разведывательных полков включали по штату один противотанковый взвод, насчитывавший 24 человека личного состава и два противотанковых орудия, однако на практике многие полки их не имели. Дивизионные кавалерийские полки лишь один двухорудийный противотанковый взвод в составе пулемётной роты.

## Эксплуатация и боевое применение

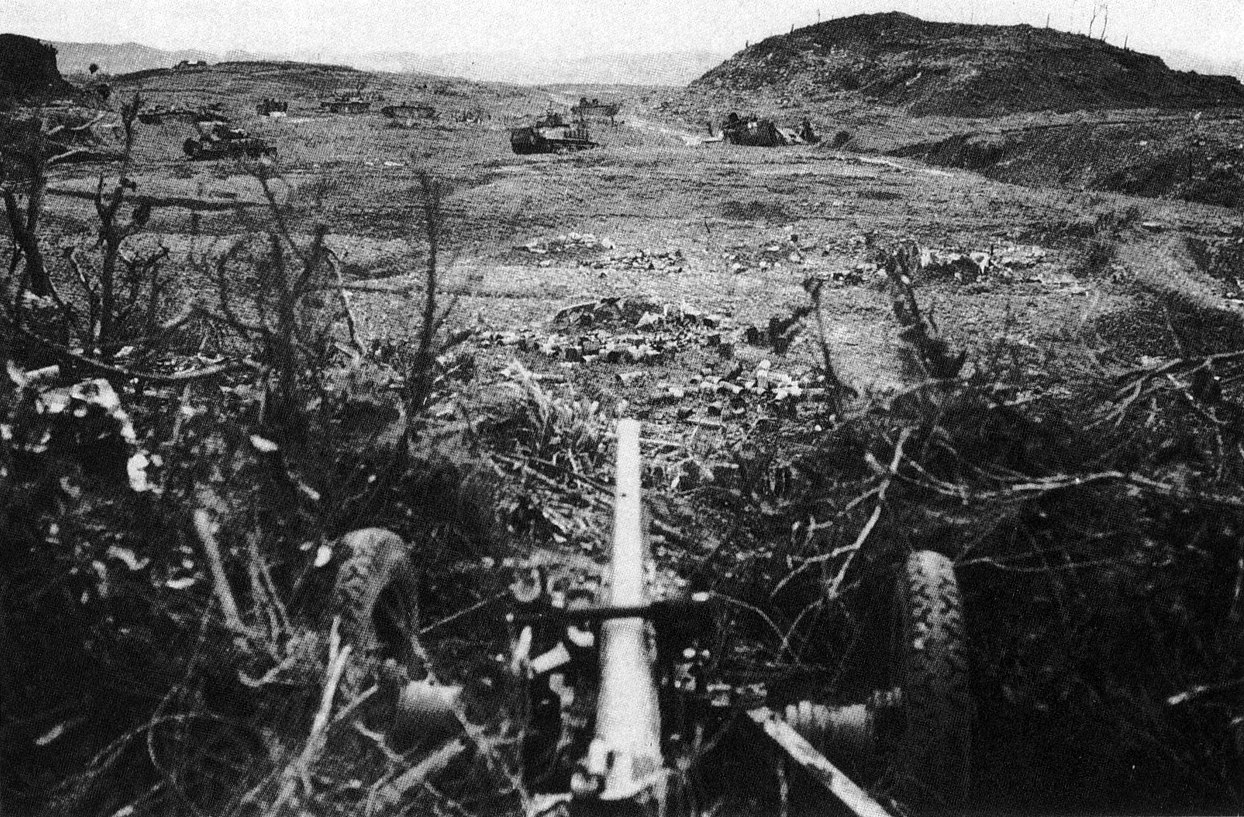
Тип 1 со снятым бронещитом в битве за Окинаву, май 1945 года

Хотя серийное производство Тип 1 началось в 1942 году, на фронт новое орудие поступило с серьёзным запозданием. Некоторое количество орудий имелось в войсках уже в 1943 году, в частности, в гарнизон Нью-Джорджии входил 2-й отдельный противотанковый батальон, вооружённый 37-мм и 47-мм пушками. Впервые в значительных количествах Тип 1 поступило в гарнизон Марианских островов, и лишь летом 1944 года там же впервые началось широкое применение орудия в ходе Мариано-палауской операции, в частности, в битве за Сайпан и битве за Тиниан; применялось Тип 1 и на Гуаме, где только в числе трофеев войсками США было захвачено 30 таких орудий.
Значительное количество Тип 1 применялось также в боевых действиях в Юго-Восточной Азии. Активное применение Тип 1 отмечалось и в Филиппинской операции, где большинство потерь 2-й танковой дивизии США были вызваны 47-мм танковыми и противотанковыми орудиями. К началу битвы за Иводзиму, японские силы на острове имели 40 Тип 1 в составе пяти отдельных дивизионов и полковых противотанковых рот. В битве за Окинаву, японский гарнизон располагал 54 Тип 1, ещё два имелось в 26-м танковом полку; в этой кампании, однако, противотанковые орудия уступили противотанковым минам в качестве основного источника потерь танков США.
После капитуляции, Япония подверглась полному разоружению, после своего воссоздания, противотанковое вооружение Сухопутных сил самообороны после их воссоздания составили поставленные США безоткатные орудия. Некоторое число трофейных Тип 1, вместе с другим японским вооружением, было после капитуляции Японии передано Народно-освободительной армии Китая и оставалось на вооружении Китая по меньшей мере до начала 1950-х годов.

## Оценка проекта

### Конструкция
Противотанковое орудие Тип 1 зарубежными специалистами оценивалось как современное и эффективное оружие. Особо отмечались высокая скорострельность орудия, малая высота, помимо повышения живучести орудия, в сочетании с широкой колеёй обеспечивавшая ему отличную устойчивость, а также сравнительно малая масса, обеспечивавшая лёгкое перемещение его на поле боя силами расчёта, хотя зачастую это преимущество значило мало, поскольку зачастую орудия применялись в укреплённых позициях для позиционной обороны; также, по докладам из войск, применявшиеся забивные сошники мешали быстрой смене огневой позиции.
Зарубежными специалистами Тип 1 оценивалась как наиболее эффективное противотанковое средство японской пехоты или даже единственное эффективное японское противотанковое оружие, и несмотря на недостаток бронепробиваемости по сравнению с западными образцами, самой японской армией возможности Тип 1 считались достаточными. Хотя в 1941—1943 годах японской армией была создана 57-мм противотанковая пушка, дальше прототипа эта программа не продвинулась. В условиях крайней нехватки ресурсов, в первую очередь тратившихся на авиацию и флот, японская армия предпочитала сосредотачивать их на производстве проверенных образцов, даже если те не полностью отвечали требованиям, чем останавливать сборочные линии для перехода на новые типы. Тем не менее, даже несмотря на это, 47-мм противотанковых орудий японским войскам постоянно недоставало, даже в последних кампаниях, таких как битва за Окинаву.

### Боевые возможности

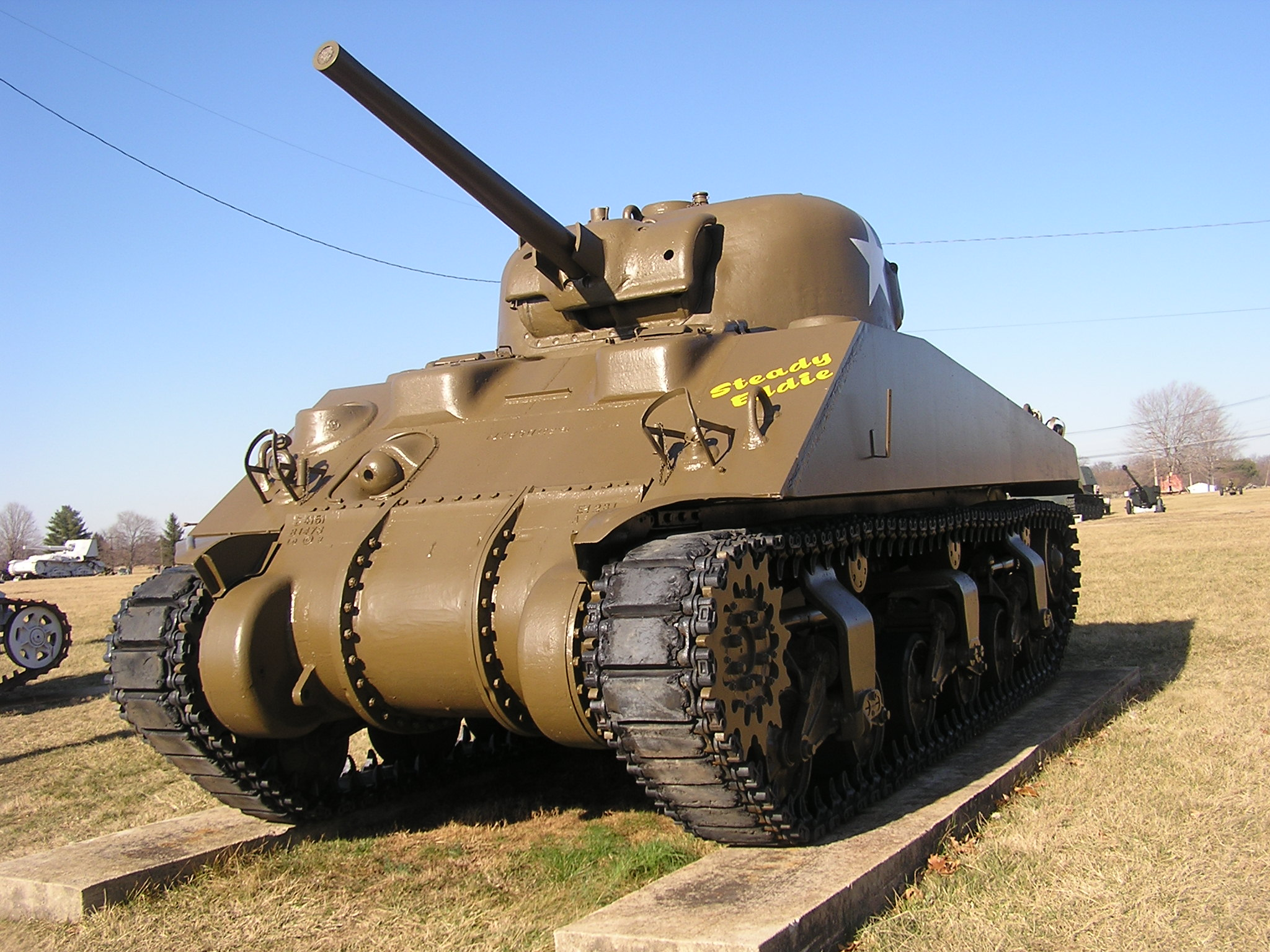
Средний танк M4

Основу бронетанковых сил США на Тихоокеанском театре военных действий в начальный период войны составляли лёгкие танки семейства M3/M5, против которых Тип 1 показала себя эффективным оружием. На испытаниях трофейного танка обстрелом, пушка оказалась способна пробить его лобовую броню на дистанции до 1000 метров, в докладах Армии США отмечалось, что 47-мм пушка легко пробивает его броню. Однако с 1943 года США начали массированное применение на Тихом океане среднего танка M4, во второй половине войны составившего основную силу бронетанковых сил США и в основном обесценившего прежний арсенал японского противотанкового оружия. Лишь у 47-мм пушки имелись существенные шансы подбить новый танк, однако оценки её эффективности против M4 значительно расходятся в различных источниках.

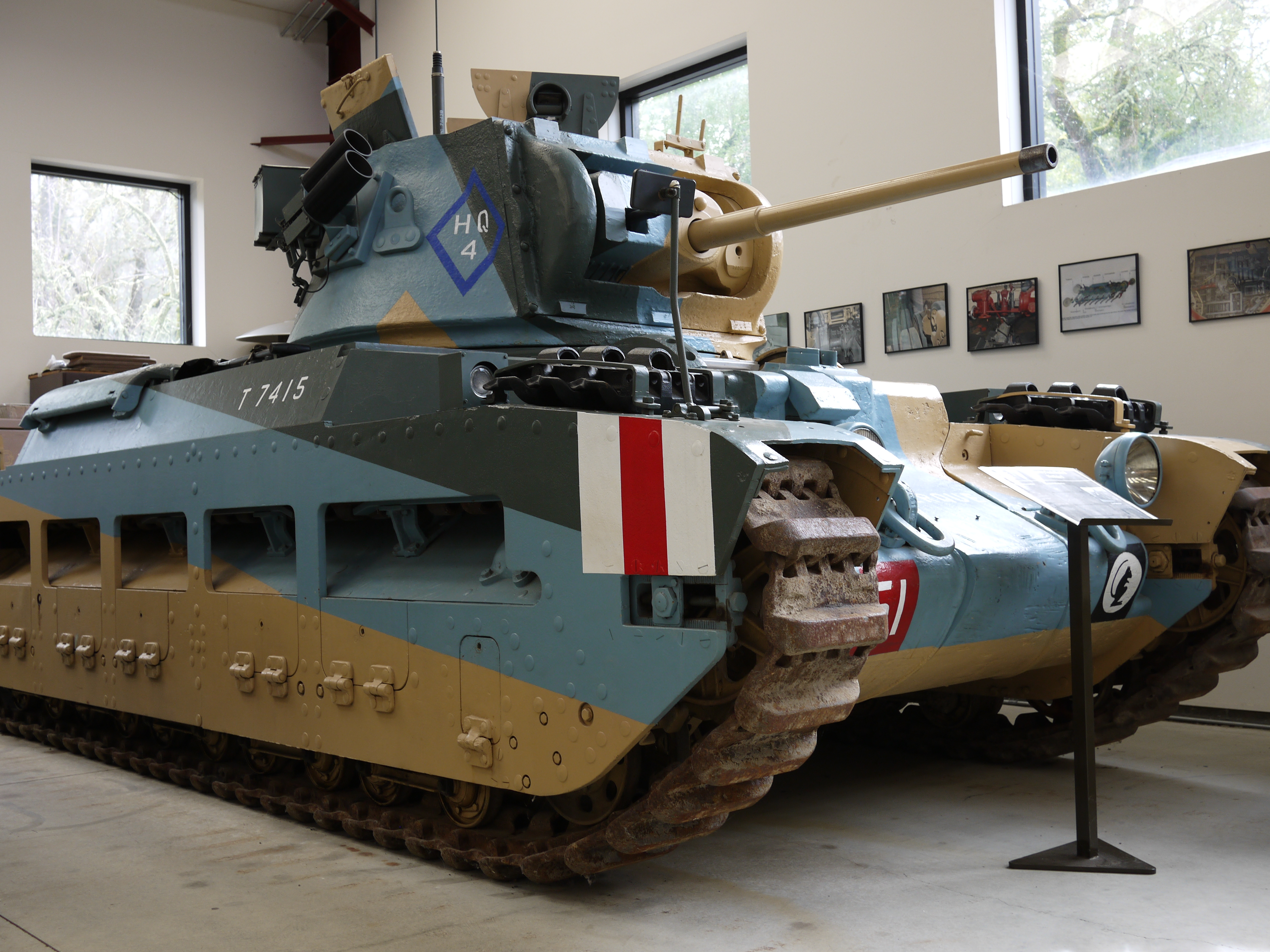
Пехотный танк «Матильда II»

Несмотря на ограниченную эффективность против лобовой брони M4, неуязвимой она для 47-мм пушки не являлась: на испытаниях в США, трофейная Тип 1 пробивала по нормали 83-мм бронеплиту на дистанции в 457 метров, вдобавок, лобовая броня содержала ряд ослабленных зон, таких как люки и установка курсового пулемёта или литая нижняя деталь. Некоторые источники, анализируя опыт битвы за Окинаву, называют Тип 1 эффективным орудием против M4, способным пробить его броню «в любом месте» на дистанции до 732 метров, однако большинство оценок более скромны. Другие источники называют дистанцию поражения в 500 метров, не уточняя, однако, к какой проекции танка она относится. По данным С. Залоги, Тип 1 могла поразить лоб M4 лишь с дистанции менее 137—183 метров; в одном из боёв на Лусоне M4 получил шесть попаданий на такой дистанции, с пятью пробитиями и одним частичным пробитием. Согласно некоторым источникам, даже для поражения бортов M4 требовалась дистанция менее 500 метров.
Ограниченная эффективность Тип 1 вынуждала японские противотанковые и танковые части использовать засады и другие методы, чтобы поразить бортовую или кормовую броню M4, которую 47-мм пушка уверенно пробивала, либо стараться вести огонь с малых дистанций, на которых становилась уязвима и лобовая броня; вдобавок, японская противотанковая доктрина в любом случае предписывала дожидаться выхода танка на малую дистанцию перед открытием огня, чтобы повысить шансы быстро поразить его. Как отмечали источники США, японские войска были крайне искусны в размещении и укрытии противотанковых орудий и умело использовали особенности местности и искусственные преграды — противотанковые рвы и минные поля — чтобы подставить танки под огонь 47-мм пушек, что в какой-то мере компенсировало на практике недостаток бронепробиваемости 47-мм пушки и порой позволяло наносить высокие потери танкам США. В битве за Иводзиму Тип 1, размещённым в укреплённых позициях, даже удавалось успешно препятствовать действиям танков США, не позволяя им занять ВПП Широкое применение 47-мм противотанкового орудия побудило танкистов Корпуса морской пехоты США к 1945 году начать навешивать на борта M4 различные виды навесной брони, а также покрывать корпус и башню запасными траками.
Другим крайне сложным противником для японских войск являлся британский пехотный танк «Матильда II», активно применявшийся на тихоокеанском театре прежде всего австралийскими войсками. Благодаря почти равнопрочному круговому противоснарядному бронированию со сравнительно малым количеством ослабленных зон, «Матильды» показали себя малоуязвимыми для всего арсенала японских противотанковых средств, включая и Тип 1.
| Бронезащита потенциальных целей Тип 1 с противоснарядным бронированием |               |                |                |            |                   |                      |                      |
|                                                                        | Light Tank M3 | Medium Tank M3 | Medium Tank M4 | «Матильда» | «Валентайн Mk.II» | Т-34/76 обр. 1942 г. | Т-34/85 обр. 1944 г. |
| Год начала производства                                                | 1941          | 1941           | 1942           | 1938       | 1940              | 1940                 | 1944                 |
| Верхняя лобовая деталь                                                 | 40            | 59—63          | 91             | 75         | 60                | 90                   | 90                   |
| Нижняя лобовая деталь                                                  | 48            | 51 (цилиндр)   | 51 (цилиндр)   | 78—91      | 64                | 75                   | 90                   |
| Лоб башни                                                              | 39            | 75             | 88             | 75         | 60                | 60                   | 90 (цилиндр)         |
| Маска орудия                                                           | 38—39         | н/д            | 89 (цилиндр)   | 75         | 60 (цилиндр)      | 45 (цилиндр)         | 90 (цилиндр)         |
| Борт                                                                   | 25            | 38—51          | 38—51          | 65—81      | 60                | 45—55                | 45—80                |

Столь же ограниченными были и возможности Тип 1 в роли танкового орудия, в которой оно считалось устаревшим по западным стандартам уже приблизительно с середины 1942 года — почти с момента своего поступления в войска. Вдобавок, для поражения небронированных целей, требовавшегося от танка, могущество 47-мм осколочного снаряда, содержавшего всего 87 грамм ВВ, было недостаточным.

### Сравнение с аналогами

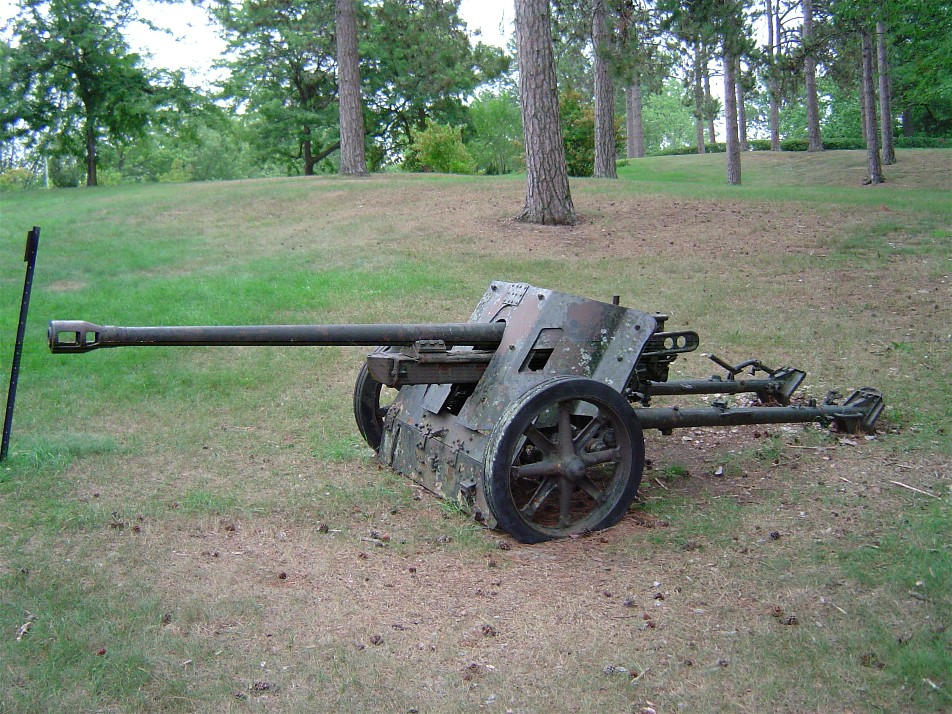
50-мм PaK.38

Ещё ранее Японии, начиная со второй половины 1930-х годов, большинство основных стран-производителей вооружения успело сменить свои первые противотанковые орудия (ПТО) на более совершенные образцы. Хотя причины для этого, как и требования, предъявлявшиеся при разработке ПТО второго поколения, были различны, все эти орудия имели схожую конструкцию — с лафетом классического типа с раздвижными станинами, калибром 45—50 мм и массой около 500—1000 кг.
В некоторых странах разработка новых ПТО задерживалась: Великобритания, хотя и начала разработку орудия нового поколения в 1938 году, лишь в 1942 сумела поставить его в войска; США в 1940 году лишь приступили к выпуску ПТО первого поколения, а орудие нового поколения приняли на вооружение только в 1943 году, итальянская же армия до конца войны так и не получила ПТО второго поколения. Однако начиная с СССР, ещё в 1932 году сменившего 37-мм ПТО на 45-мм
, другие страны — Германия, Чехословакия и Франция, к 1941 году приняли на вооружение более мощные орудия второго поколения.
Сравнение с этими орудиями показывает, что имеющим схожую баллистику советскому и чехословацкому орудиям Тип 1 существенно проигрывает по массе, причём модернизированный вариант первого, принятый на вооружение в 1942 году, превосходит японское орудие и по баллистическим данным, всё ещё оставаясь легче. Более тяжёлые германское и французское орудия же имеют значительно лучшую баллистику; кроме того, все перечисленные системы превосходят Тип 1 и в могуществе осколочного снаряда.
Реальный прогресс в области противотанковой артиллерии ко времени принятия на вооружение Тип 1 отражает появление орудий третьего поколения: 57-мм ЗИС-2 в СССР и Q.F. 6 pounder в Великобритании в 1941 году и 75-мм PaK.40 в Германии в 1942 году. Эти орудия имели массу от тонны и, пробивая от 100 мм брони и более на средних дистанциях, достигли приемлемой эффективности в борьбе с современными им средними танками, созданными в расчёте на надёжную защиту от ранних ПТО.
| Сравнение основных характеристик лёгких противотанковых орудий 1936—1942 годов |             |                    |                    |              |                     |                  |                           |                           |                            |
|                                                                                | 47-мм Тип 1 | 45-мм обр. 1937 г. | 45-мм обр. 1942 г. | 37 mm Gun M3 | Q.F. 2 pounder Mk.X | 5 cm PaK.38      | Cannone da 47/32 Mod.1935 | 47 mm kanon P.U.V. vz. 36 | Canon de 47 mm SA mle 1937 |
| Общие данные                                                                   |             |                    |                    |              |                     |                  |                           |                           |                            |
| Калибр, мм / длина ствола, калибров                                            | 47 / 53,8   | 45 / 46            | 45 / 68,6          | 37 / 53,5    | 40 / 52             | 50 / 59,5        | 47 / 35,8                 | 47 / 43,4                 | 47 / 53                    |
| Углы горизонтального наведения, град                                           | 58          | 60                 | 60                 | 60           | 360                 | 65               | 60                        | 50                        | 68                         |
| Углы вертикального наведения, град                                             | −11…+18     | −8…+25             | −8…+25             | −10…+15      | −13…+15             | −8…+27           | −10…+56                   | −8…+26                    | −13…+16,5                  |
| Масса в боевом положении, кг                                                   | 754         | 560                | 625                | 414          | 832                 | 986              | 277                       | 570                       | 1070                       |
| Высота линии огня / общая, мм                                                  | н/д / н/д   | 701 / н/д          | 710 / н/д          | н/д / 884    | н/д / н/д           | 885 / 1105       | н/д / н/д                 | н/д / н/д                 | н/д / н/д                  |
| Боеприпасы и баллистика                                                        |             |                    |                    |              |                     |                  |                           |                           |                            |
| Масса бронебойного снаряда, кг / начальная скорость, м/с                       | 1,53 / 823  | 1,43 / 760         | 1,43 / 855         | 0,87 / 884   | 1,09 / 792          | 2,05 / 823       | 1,44 / 630                | 1,65 / 775                | 1,73 / 855                 |
| Дульная энергия, кДж / дульный коэффициент                                     | 518 / 0,73  | 413 / 0,68         | 523 / 0,77         | 340 / 0,72   | 342 / 0,69          | 694 / 0,86       | 286 / 0,52                | 496 / 0,73                | 632 / 0,85                 |
| Подкалиберный снаряд                                                           | —           | катушечного типа   | катушечного типа   | —            | —                   | катушечного типа | —                         | —                         | —                          |
| Масса осколочного снаряда, кг / разрывной заряд, г                             | 1,40 / 87   | 2,15 / 118—135     | 2,15 / 118—135     | 0,73 / 38    | 0,86 / н/д          | 1,81 / 175       | 2,37 / 150                | 2,30 / н/д                | н/д                        |

Ситуация с танковыми орудиями была схожей: подавляющее большинство стран, как и сама Япония, использовало танковые варианты перечисленных противотанковых орудий или идентичные им по баллистике пушки. Среди нескольких серийных образцов танковых орудий с уникальной баллистикой имелись и схожие с Тип 1 орудия — прежде всего германская 50-мм KwK.38, поступившая в производство ещё в 1940 году, а с конца 1941 считавшаяся устаревшей и заменявшейся более совершенными образцами. KwK.38, имевшая массу около 400 кг, использовала тот же ассортимент снарядов, что и противотанковое орудие, но в сочетании с меньшими гильзой и метательным зарядом, обеспечивавшими германскому орудию крайне близкую к Тип 1 баллистику, но по эффективности осколочно-фугасного снаряда 50-мм пушка имела качественное превосходство. Другим примером является итальянская Cannone da 47/40 Mod.1938, созданная в качестве специализированной танковой пушки, на основе Cannone da 47/32 и с использованием её снарядов, но с увеличенными гильзой и метательным зарядом, повысившими начальную скорость снаряда до 829 м/с. Это дало новому орудию почти идентичную Тип 1 баллистику, однако в могуществе осколочного снаряда итальянское орудие, опять же, имело значительное преимущество.
Общие же тенденции развития танкового вооружения были схожи с ПТО: к 1941—1942 годам на вооружение средних танков поступили орудия калибром до 76 мм, качественно превосходящие Тип 1 в эффективности как против бронированных, так и небронированных целей.

## Тип 1 в сувенирной и игровой индустрии
В индустрии стендового моделизма Тип 1 представлено сравнительно слабо. Сборная металлическая модель противотанкового орудия Тип 1 в масштабе 1:35 выпускалась японской фирмой Fine Molds. Модели танков «Шинхото Чи-Ха» и «Чи-Хе», вооружённых танковым вариантом орудия, выпускаются рядом фирм; Fine Molds также выпускается точёный металлический ствол 47-мм танковой пушки для дополнительной деталировки таких моделей.

### Комментарии
1. ↑  Буквально — «47-мм мобильная скорострельная пушка Тип 1»; «скорострельными пушками» в японской военной терминологии обозначались противотанковые орудия
2. ↑  В некоторых источниках содержится распространённая в прошлом ошибочная информация, что эти орудия были захвачены у китайских войск в ходе войны
3. ↑  57-мм орудие в дальнейшем было использовано в программе перспективного танка-истребителя, будущего Тип 4 «Чи-То», но в ходе его создания было заменено на 75-мм длинноствольную пушку с баллистикой зенитного орудия, считавшуюся необходимой для эффективной борьбы со средним танком M4
4. ↑  Баллиститный порох трубчатой формы, состоявший из 60 % нитроцеллюлозы, 34,5 % нитроглицерина, 3 % централита и дифенилформамида
5. ↑  90 % гексогена и 10 % флегматизатора в виде парафина
6. ↑  Механический донный инерционный взрыватель
7. 1 2  Без взрывателя
8. ↑  Инициирующий заряд пикриновой кислоты и разрывной тротиловый заряд
9. ↑  Механический головной ударный взрыватель двух типов: мгновенного действия или с задержкой
10. ↑  При переходе в боевое положение расчёт должен был вставить по стальной пластине в концы станин и забить их в грунт, в то время как в большинстве противотанковых пушек используются постоянные сошники, самозаглубляющиеся при выстреле
11. ↑  Указана приведённая толщина бронирования
12. ↑  До этого основным противотанковым оружием Армии США считался 12,7-мм пулемёт M2
13. ↑  Однако следует учитывать, что преимущество чехословацкого орудия во многом обеспечивается более лёгким неподрессоренным ходом с деревянными колёсами, делающим его малопригодным для буксировки механической тягой
14. ↑  Формально, 6-pounder представляет собой второе поколение британской противотанковой артиллерии, но баллистические данные и время поступления в войска приближают это орудие скорее к третьему поколению
15. ↑  В 1943 году 6-pounder поступила также на вооружение США в качестве стандартного противотанкового орудия
16. ↑  Следует учитывать, что в некоторых странах длина ствола определялась разными мерками, поэтому прямое сравнение этих данных не всегда возможно
17. ↑  Отношение дульного импульса снаряда к площади его поперечного сечения
18. ↑  В дальнейшем для орудия был создан конический адаптер для стрельбы подкалиберными снарядами, однако широкого распространения он не получил
19. ↑  К орудию были созданы вращающиеся кумулятивные снаряды, однако никаких данных об их использовании нет
20. 1 2  Подкалиберный снаряд для трофейных орудий этого типа был разработан в Германии
21. ↑  Осколочные снаряды к 40-мм орудию использовались исключительно редко